# Nové Hrady u Skutče
Nové Hrady (deutsch Neuschloß) ist eine Gemeinde in Tschechien. Sie liegt 13 km westlich von Litomyšl in Ostböhmen und gehört zum Okres Ústí nad Orlicí.

## Geographie

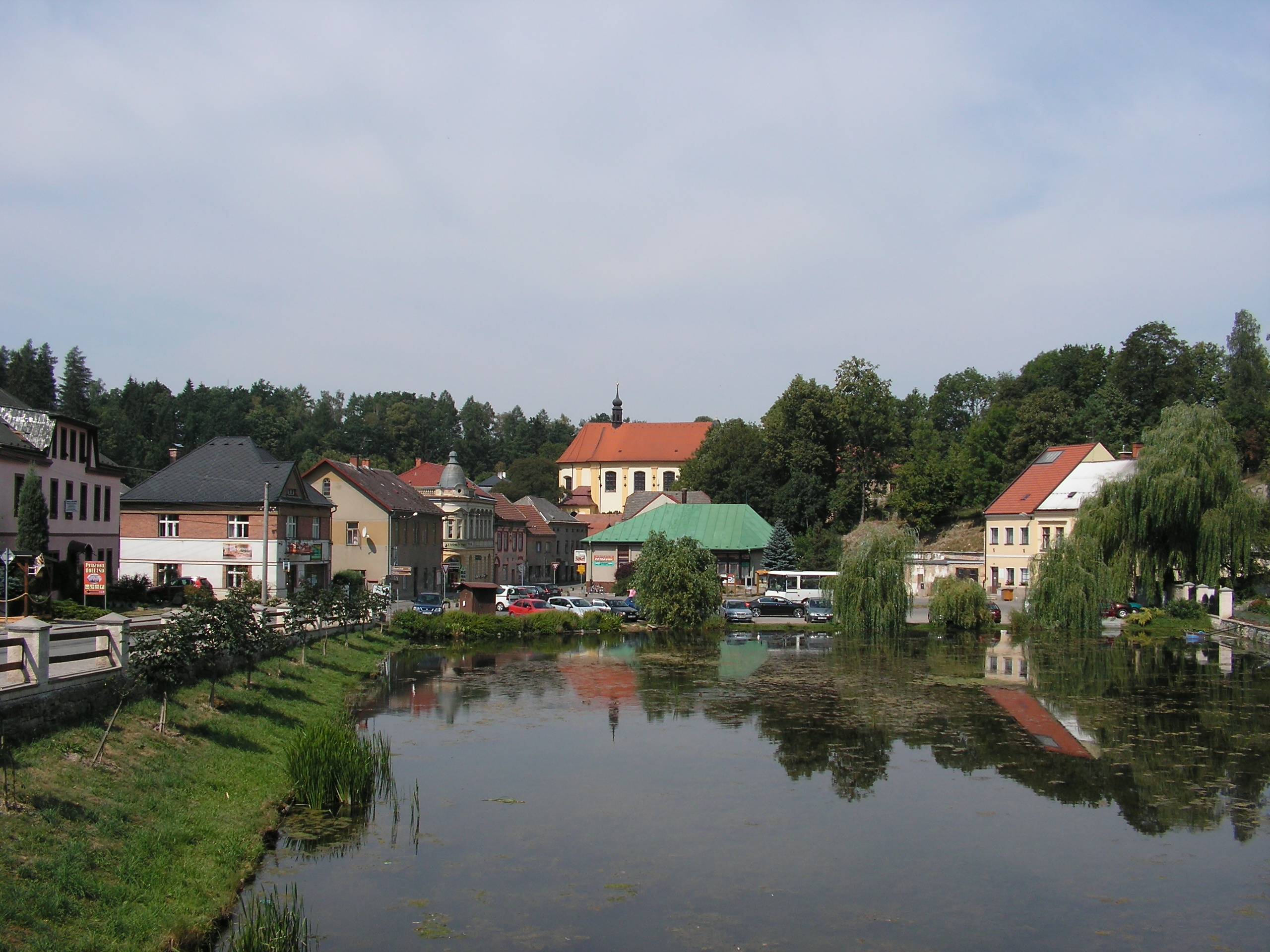
Ortszentrum

Nové Hrady befindet sich im Tal des Baches Hradecký potok in der Novohradská stupňovina (Neuschlosser Stufenland). Durch das Dorf führt die Straße II/358 zwischen Skuteč und Litomyšl, von der im Ort die Straßen II/356 nach Luže und II/357 nach Proseč abzweigen. Nördlich erhebt sich der Burgberg (441 m n.m.) mit den Resten der Burg Nové Hrady, südlich der Kamenec (447 m n.m.). Gegen Südwesten erstreckt sich entlang der Novohradka und ihrer Seitentäler der Naturpark Údolí Krounky a Novohradky. Südlich liegt das Sandsteinfelsgebiet und Naturreservat Maštale.
Nachbarorte sind Podhořany u Nových Hradů und Příluka im Norden, Újezdec und U Tří Kocourů im Nordosten, Chotovice im Osten, Vidlatá Seč und Nová Ves u Jarošova im Südosten, Roudná und Dudychov im Süden, Polanka, Zderaz und Březiny im Südwesten, Haberka, Hluboká, Střítež und Dolany im Westen sowie Mokrá Lhota und Rybníček im Nordwesten.

## Geschichte
Die Ansiedlung Boží Dům (Gotteshaus) entstand bei einer in der Mitte des 12. Jahrhunderts von den Litomyšler Benediktinern errichteten Kirche. Nach der Übertragung des Litomyšler Klosters an die Prämonstratenser gehörte Boží Dům zum Besitz des neu gegründeten Benediktinerklosters Podlažice. Die erste urkundliche Erwähnung erfolgte 1293.
Nach der Gründung des Bistums Litomyšl entstanden immer wiederkehrende Besitzstreitigkeiten zwischen dem Kloster und dem Domkapitel, die 1398 durch Bischof Johann von Bucca mit der Übertragung von Boží Dům und des Hofes Řepine an das Kloster Podlažice beigelegt wurden. Nach der Zerstörung des Klosters durch die Hussiten im Jahre 1421 fielen dessen Güter während der Hussitenkriege in weltliche Hände und wurden 1434 durch König Sigismund zusammen mit den Besitztümern des ehemaligen Bistums Leitomischl an Wilhelm Kostka von Postupitz übertragen. Dessen Sohn, der Hauptmann des Chrudimer Kreises, Zdeniek Kostka von Postupice, ließ zwischen 1450 und 1465 auf dem Hügel über Boží Dům als Herrschaftszentrum eine neue Burg erbauen, die er Nový hrad nannte. Mit Bohuslaw Kostka von Postupitz († 1557) erlosch das Geschlecht im Mannesstamme und die Burg fiel an die Böhmische Krone heim.
Als Ferdinand I. 1559 in der Landtafel Jan Žatecký von Weikersdorf auf Pátek erblich mit der Burg belehnte, gehörten zu ihr u. a. die Dörfer Božij Duom, Chotovice, Doubravice, Dvořiště, Javorník, Leština, Libecina, Podhořany, Przyluka, Řepníky, Rybníček, Střemošice, Suchá Lhota, Svařeň und Zádolí. Jan Žatecký verstarb im selben Jahr, sein einziger Sohn Vojtěch um 1563; so dass der Besitz seinen beiden Töchtern zufiel. Nach dem Tod der Anna Žatecká von Weikersdorf, verheiratete Švihovská von Riesenberg, erwarb 1580 der Hauptmann der Prager Altstadt, Nikolaus Popel von Lobkowitz († 1588) die Herrschaft Nový hrad; 1583 kaufte er das Gut Týnec und wenig später noch das Gut Bezděkov hinzu. Bei seinem Tode hinterließ er drei unmündige Kinder (Anna, Nikolaus und Jan Viktorin) sowie hohe Schulden. Die Verwaltung der drei Güter übernahm sein Bruder Ladislav der Ältere von Lobkowitz, der dazu 1592 auf seine Frau Maria Magdalena von Salm-Neuburg eine Grundschuld von 6150 Schock Böhmischen Groschen in der Landtafel eintragen ließ.
Die beiden Söhne teilten nach Erreichen der Volljährigkeit 1594 das Erbe; Nikolaus erhielt die Burg Nový hrad, sein Bruder Jan Viktorin die Festen Týnec und Bezděkov. Dabei wurden die zur Rychta Řepníky gehörigen nördlichen Dörfer Řepníky, Střemošice und Zádolí als auch Svařeň und Libecina von der Herrschaft Nový hrad abgetrennt und der Herrschaft Týnec zugeschlagen. In der Folgezeit wurde der Ortsname Boží Dům durch Podhrady ersetzt. Zu Beginn des 17. Jahrhunderts gehörte die Herrschaft Nový hrad Nikolaus Popel von Lobkowitz’ Schwester Anna, von der es 1604 ihr Ehemann, der Niederösterreichische Statthalter und Marschall der Grafschaft Tirol Paul Sixtus von Trautson erbte.
Während des Böhmischen Aufstandes konfiszierte die Prager Ständeregierung am 2. Mai 1618 die Herrschaft Nový hrad als Ausgleich für die von den kaiserlichen Truppen in den Bechiner, Prachiner und Moldauer Kreisen verursachten starken Schäden. Nach der Schlacht am Weißen Berg erhielt Trautson die Herrschaft zurück. 1638 wurde die Pfarrei neu gestiftet. 1645 eroberten schwedische Truppen die Burg und setzten sie in Brand. Johann Leopold Donat von Trautson ließ 1724 die Kirche neu erbauen.
1731 gründete der Besitzer von Nový hrad, Ludwig von Trautson, die Brauerei, die bis 1924 produzierte. Nach Ludwigs Tod besaßen dessen Brüder Wilhelm, Joseph und Johann die Herrschaft zunächst gemeinschaftlich. Bischof Johann Joseph von Trautson, der inzwischen alleiniger Eigentümer von Nový hrad geworden war, verkaufte die Herrschaft 1749 an Anna Barbara Harbuval-Chamaré geb. Freiin von Sannig († 1773). Ihr Sohn Johann Anton Joseph Harbuval-Chamaré (1737–1808) begründete die böhmische Linie des Hauses Harbuval-Chamaré und ließ in den Jahren 1774 bis 1777 das von einem 4,85 Hektar großen barocken Park umgebene Schloss Neuschloß erbauen. Dabei wurden große Teile der Burg abgebrochen und als Baumaterial verwendet. Nach der Errichtung des Schlosses wurde der Name Neuschloß auch auf das Dorf übertragen. Ab 1808 war die Herrschaft unter der Vormundschaft der Witwe Marie Anna Freiin Dobrženský von Dobrženitz gemeinschaftliches Eigentum der minderjährigen Kinder Johann Anton, Johann Ludwig und Maria Anna Harbuval-Chamaré. Im Zuge einer Erbteilung für die Herrschaft am 18. März 1826 Johann Ludwig Harbuval-Chamaré zu.
Im Jahre 1835 umfasste die im Chrudimer Kreis gelegene Herrschaft Neuschloß eine Gesamtfläche von 11.293 Joch auf der 7096 tschechischsprachige Personen, darunter 214 helvetische und drei israelitische Familien lebten. Zur Herrschaft gehörten der Marktflecken Prosetsch, die Dörfer Bor, Chotowitz, Daubrawitz (Doubravice), Dwořischt (Dvořiště), Jawornitschek (Javorníček), Leschtina, Martenitz (Martinice), Mokra-Lhota (Mokrá Lhota), Neudorf, Neuschloß, Paseka (Paseky), Podhořan (Podhořany u Nových Hradů), Podměstj (Podměstí), Přiluka, Pustina, Rybniček (Rybníček), St. Katharina (Svatá Kateřina), Sucha-Lhota, Wolschan (Olšany), Wranitz (Vranice), Zaboř (Záboří) und Zderas sowie ein Haus von Wysoka (Vysoká). Haupterwerbsquelle bildete die Landwirtschaft sowie Flachsspinnerei und Leinweberei. Einziger Industriebetrieb war die 1828 gegründete herrschaftliche Glasfabrik Marienwald (U Huti) mit 42 Beschäftigten. Das Amtsdorf Neuschloß bzw. Nowyhrady, auch Neohradium genannt, bestand aus 106 Häusern, in denen 639 Personen, darunter eine israelitische Familie lebten. Nach Neuschloß konskribiert waren die Einschichten Dudichowska (Dudychov) – 5 Häuser incl. einer Mühle – und Raudna (Roudná) – 13 Häuser incl. einer Mühle mit Brettsäge. Im Ort gab es ein herrschaftliches Schloss mit dem Sitz des Wirtschaftsamtes und der Schlosskapelle zum hl. Aloysius, einen Meierhof, eine Schäferei, ein Bräuhaus, eine Branntweinbrennerei, ein Wirtshaus und sieben Mühlen. Unter dem Patronat der Obrigkeit standen die Pfarrkirche Jakobus des Großen, die Pfarrei und die Schule. Neuschloß war Pfarrort für Chotowitz, Daubrawitz, Dollan, Dwořischt, Jawornitschek, Leschtina, Libegčina, Mokra-Lhota, Neudorf, Podhořan, Přiluka, Pustinka (Pustinky), Rybniček, Sucha-Lhota, Wolschan, Wranitz und Wysoka.
Nach der Aufhebung der Patrimonialherrschaften bildete Nové Hrady/Neuschloß eine Gemeinde im Gerichtsbezirk Hohenmauth. Ab 1868 gehörte die Gemeinde zum politischen Bezirk Hohenmauth. Zwischen 1895 und 1904 erfolgte der Chausseebau zwischen Neuschloß und Hohenmauth. 1904 erwarb Štěpán Berger den Neuschlosser Großgrundbesitz, er verkaufte ihn bereits 1905 wieder an den Prager Großhändler Václav Böcking. 1931 kaufte der Adlerkosteletzer Schuhfabrikant Jiří Svagera (Dostál & Švagera) das Schloss einschließlich des durch die Bodenreform deutlich reduzierten Grundbesitzes und nahm dort seinen Wohnsitz. 1935 erwarb der Textilunternehmer Cyril Bartoň-Dobenín das Schloss samt Zubehör. Nach dem Februarumsturz von 1948 wurde das Gut Nové Hrady unter staatliche Verwaltung gestellt. Im Zuge der Aufhebung des Okres Vysoké Mýto wurde Nové Hrady 1961 dem Okres Chrudim zugeordnet und zugleich Mokrá Lhota (mit Rybníček) eingemeindet. Seit dem 1. Januar 2007 gehört Nové Hrady zum Okres Ústí nad Orlicí. Nach der Sanierung des barocken Schlossspeichers wurde im Sommer 2007 darin ein Fahrradmuseum eröffnet.

## Gemeindegliederung
Die Gemeinde Nové Hrady besteht aus den Ortsteilen Mokrá Lhota (Mokralhota), Nové Hrady und Rybníček (Ribnitschek). Zu Nové Hrady gehören zudem die Ansiedlungen Dudychov, Polanka und Roudná. Grundsiedlungseinheiten sind Mokrá Lhota, Nové Hrady, Roudenské údolí, Roudná und Rybníček.
Das Gemeindegebiet gliedert sich in die Katastralbezirke Mokrá Lhota und Nové Hrady u Skutče.

## Sehenswürdigkeiten

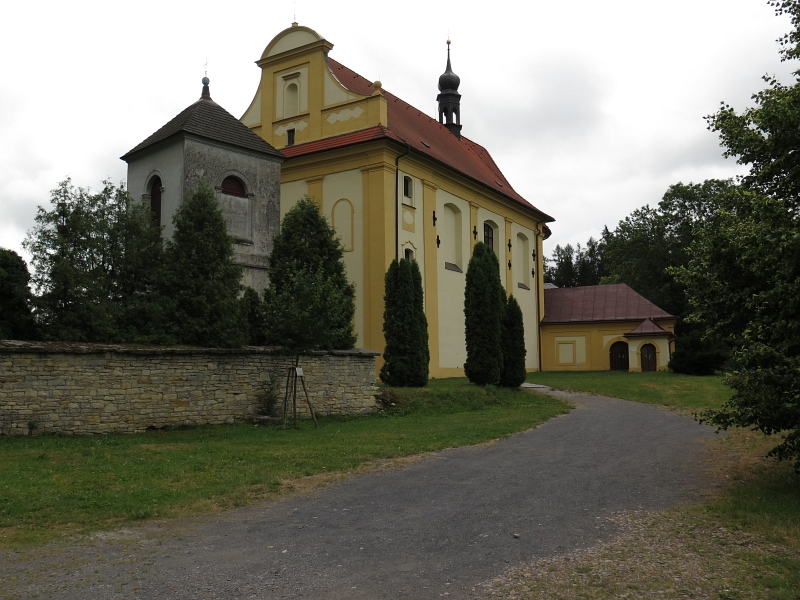
Kirche Jakobus des Älteren

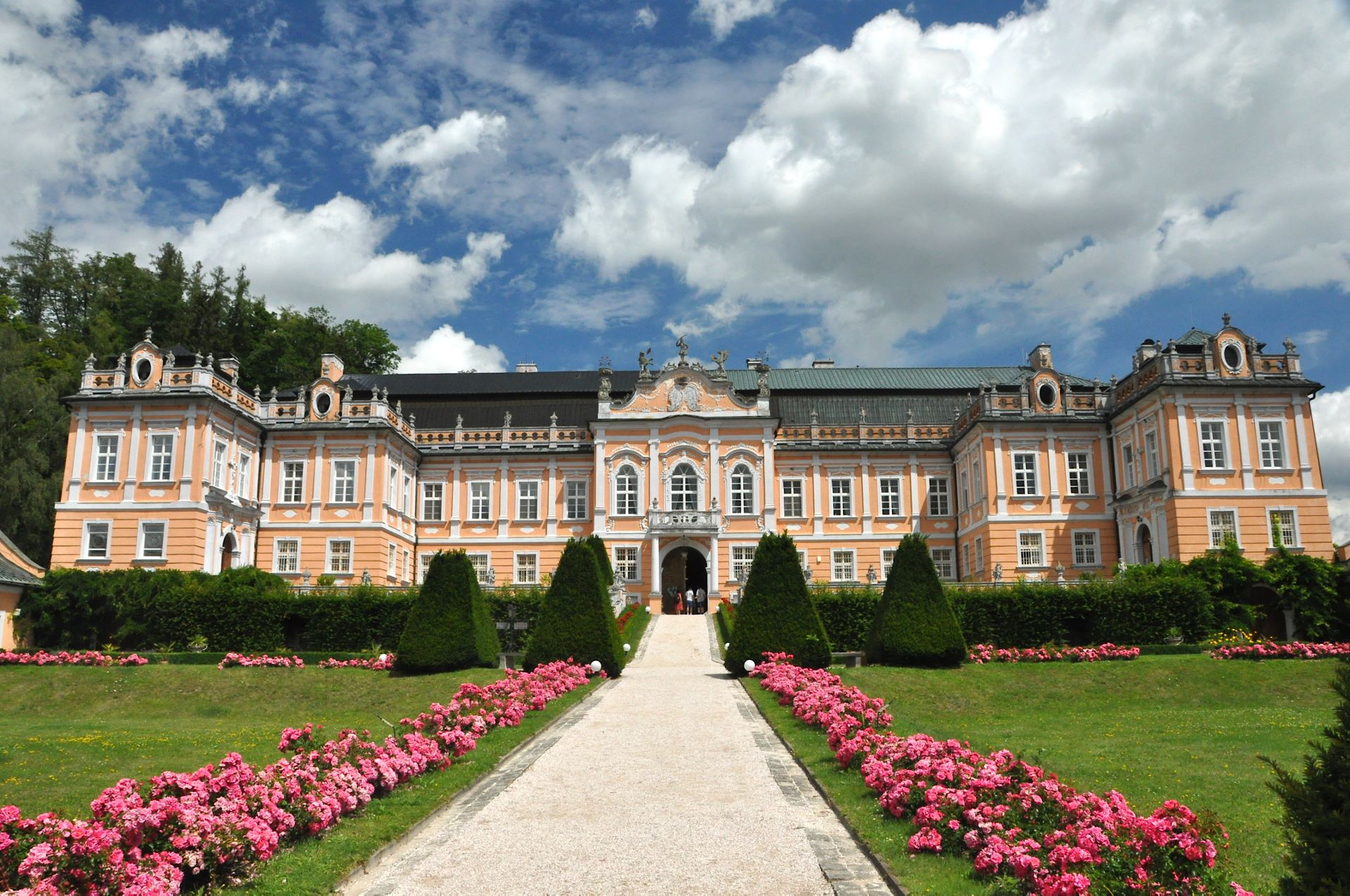
Schloss Nové Hrady

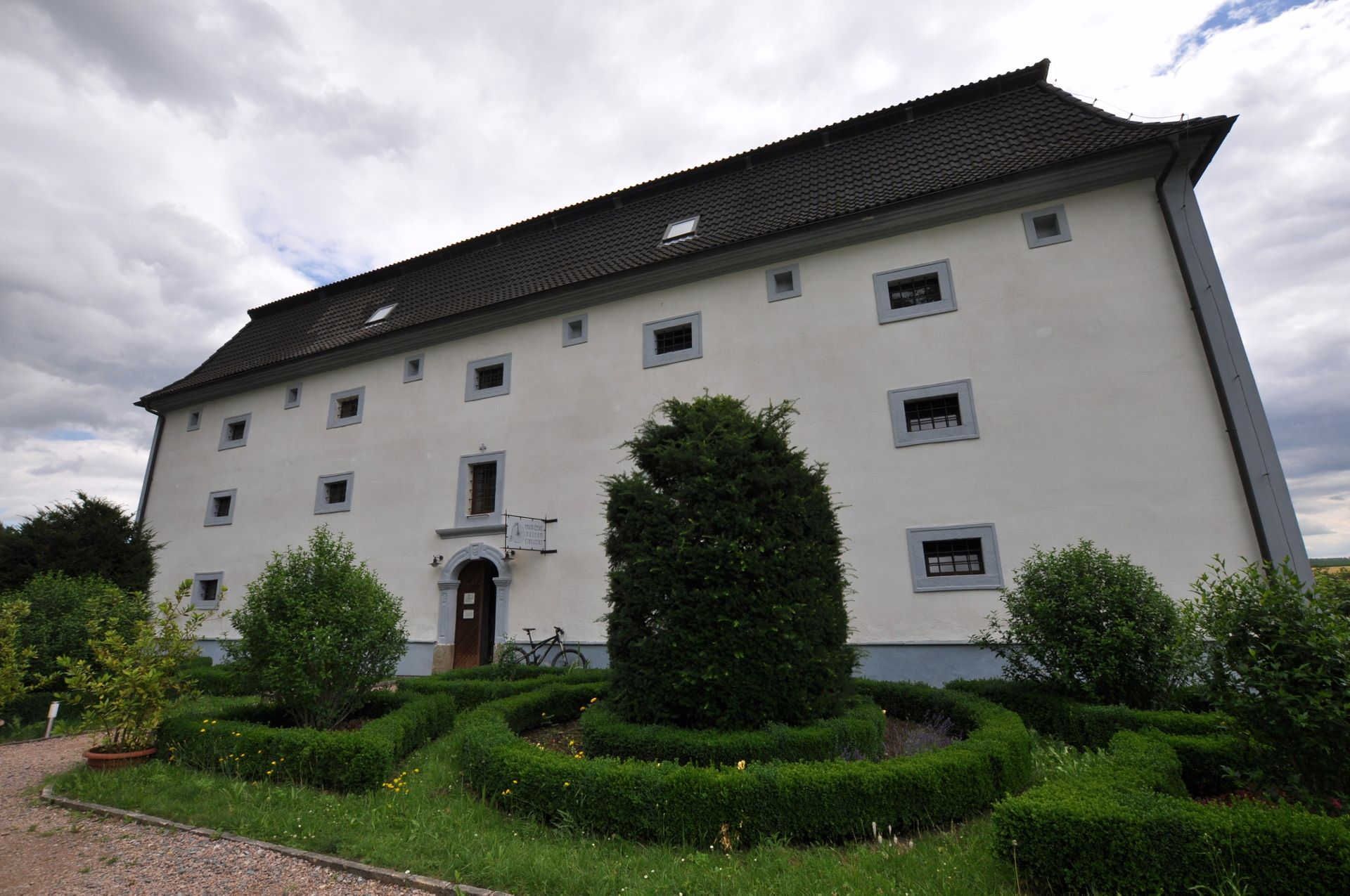
Schlossspeicher, heute Fahrradmuseum

- Rokokoschloss Nové Hrady, genannt Böhmisches Versailles bzw. Klein Schönbrunn
- Fahrradmuseum (První české muzeum cyklistiky) im barocken Schlossspeicher
- Barocke Kirche des hl. Jakobus des Älteren, erbaut 1724 unter Johann Leopold Donat von Trautson. In der Kirche befindet sich die Familiengruft der böhmischen Linie der Grafen Harbuval-Chamaré, in der Johann Ludwig Harbuval-Chamaré († 1764), dessen dritte Frau Anna Barbara von Sannig († 1773) sowie deren Sohn Johann Anton († 1808) und dessen erste Frau Maria Johanna von Waldstein († 1793) beigesetzt sind. Das die Enthauptung Jakobi darstellende Hochaltargemälde schuf der böhmische Maler Karl Altmann.
- Burgruine Nový hrad, die zwischen 1450 und 1465 von Zdeniek Kostka von Postupice erbaute Burg wurde 1645 von schwedischen Truppen in Brand gesetzt und danach wiederhergestellt. Ab 1774 wurden große Teile der Burg als Baumaterial für das Schloss Neuschloß verwendet.
- Kreuzweg zur Burgruine Nové Hrady, geschaffen 1767
- Sandsteinfelsgebiet Toulovcovy maštale

## Söhne und Töchter der Gemeinde
- Emilie Bach (1840–1890), österreichische Journalistin, Fachschullehrerin und Direktorin der von ihr gegründeten k.k. Fachschule für Kunststickerei in Wien
- Johann Anton Graf von Harbuval-Chamaré-Stolz (1834–1895), Parlamentarier der Zentrumspartei
- František Josef Čečetka (1871–1942), Schriftsteller